# Johannes Barend Mettenbrinck
Johannes Barend Mettenbrinck (Amsterdam, gedoopt 31 maart 1776 - Barneveld, 23 november 1860) was na de Franse bezetting van 1814 tot 1837 de eerste burgemeester van de Nederlandse gemeente Barneveld. Hij woonde enige tijd op de Schoutenstraat.
Mettenbrinck werd geboren in Amsterdam als zoon van Johan Herman Mettenbrinck en Susanna Meij. Hij trouwde met de Barneveldse Nennetje van Tiel (1763-1837) een dochter van Hendrik van Tiel en Willemtje Evers. Zij was reeds weduwe van Salomon Jan van Keulen. Zijn opvolger was Gerrit Willem baron van Zuylen van Nievelt. In Barneveld-Noord is de Mettenbrincklaan naar hem vernoemd.